# Херёй (Нурланн)
Херёй — коммуна в фюльке Нурланн в Норвегии. Является частью региона Хельгеланд. Административный центр коммуны — деревня Херёй. Херёй был отделен от коммуны Алстахёуг в 1862 году. Новая коммуна Нордвик была отделена от Херёя 1 июля 1917 года.

## Общая информация

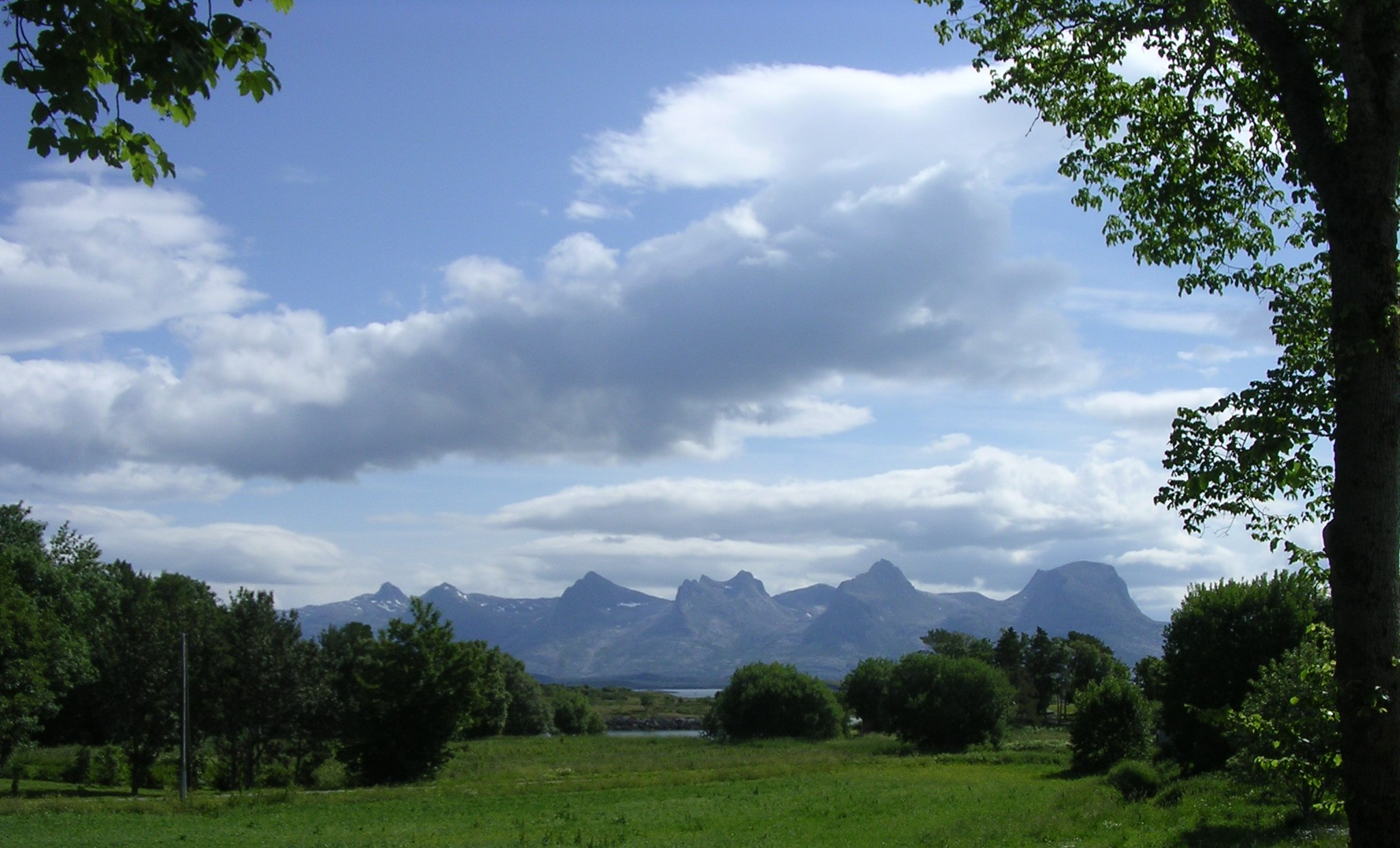
Вид из Херёя на хребет Семи Сестёр

### Название
Коммуна названа в честь островов Søndre Herøya и Nordre Herøya (Южный и Северный Херёй) (старонорвежский:Herøyjar). Первая часть названия — herr, означает армия (здесь употребляется в смысле военный флот), окончание — множественная форма слова øy, означающее остров. Узкий пролив между островами, вероятно, являлся местом встречи для флота лейдангов. 

### Достопримечательности
В Херёе, на острове Сер-Херёй, сохранилась каменная церковь XII века, известная как Церковь Херёй. Она была построена как главная церковь Хельгеланда.
Имеется муниципальный музей Herøy bygdesamling, филиал Музея Хельгеланда. Он располагает одной из самых больших и разнообразных в стране коллекций по рыбному хозяйству и аквакультуре,

### Герб
У коммуны современный герб. Он был принят 3 июля 1987 года. На гербе изображены три весла золотого цвета на голубом фоне. Они символизируют историю гребли в коммуне и историческое место сбора лодочных войск.